# Ростральная колонна

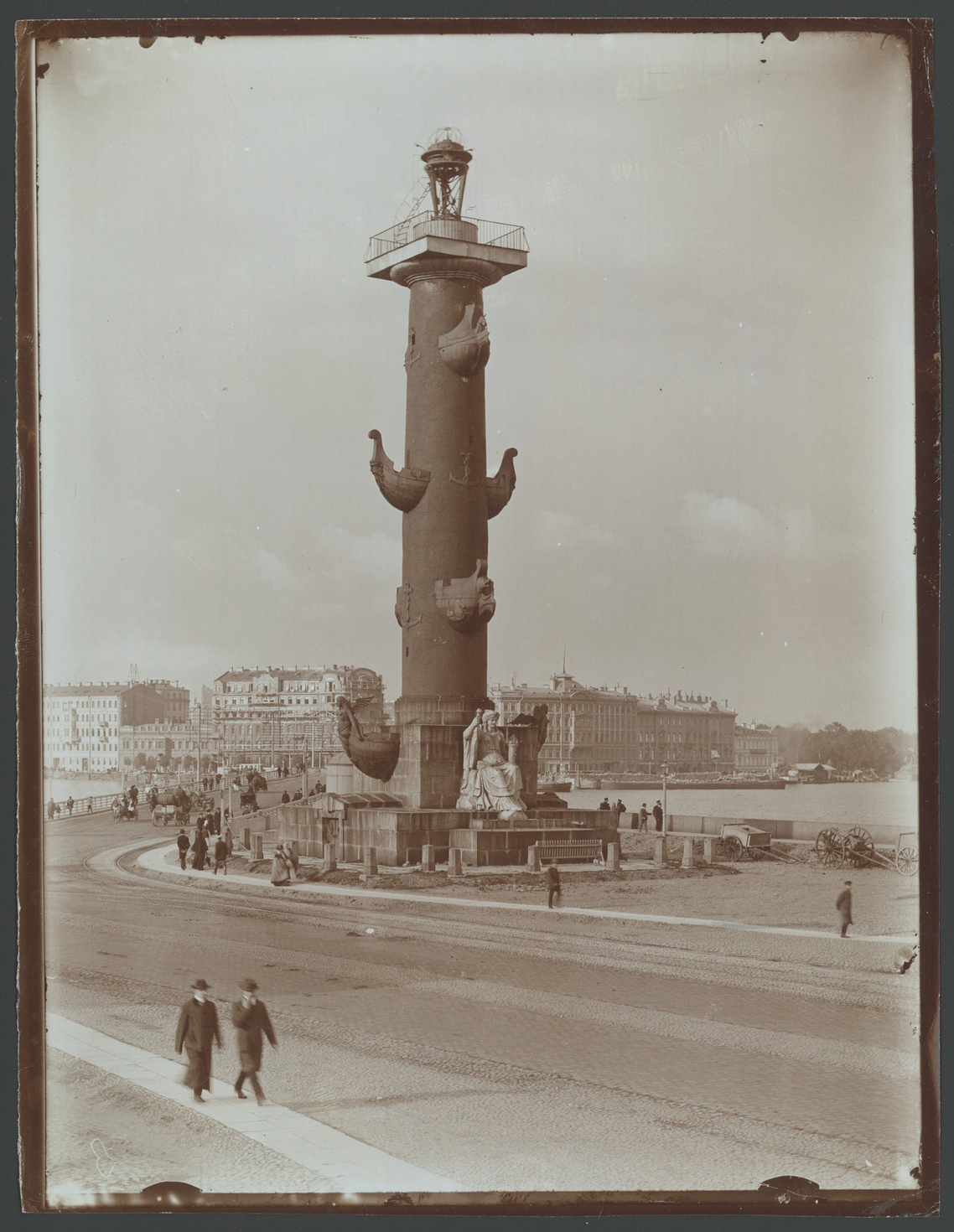
Ростральная колонна в Санкт-Петербурге. Фотография 1912 года

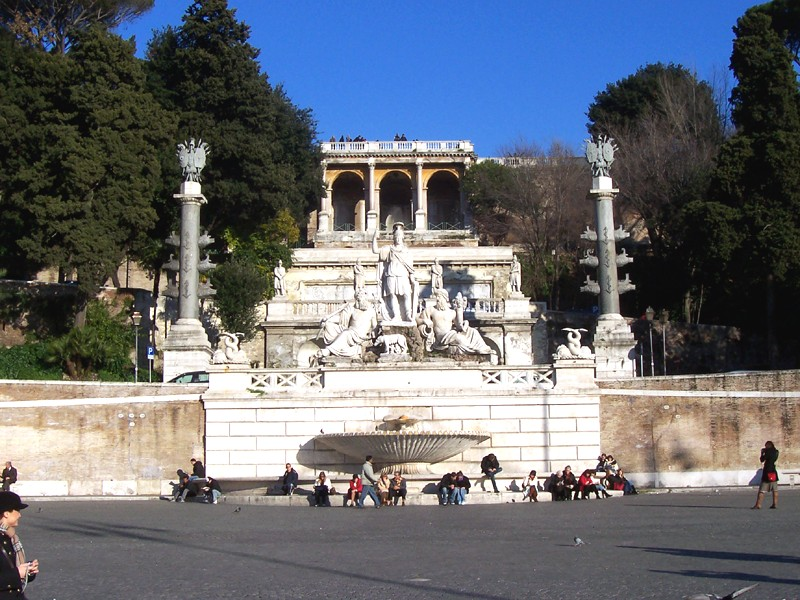
Ростральные колонны на Пьяцца-дель-Пополо в Риме

Ростра́льная коло́нна (лат. columna rostrata, от лат. rostrum — нос, клюв, нос корабля) — отдельно стоящая колонна, украшенная носами кораблей (рострами) или их скульптурными изображениями. Древние греки делали носовые части своих кораблей в виде острия, тарана. В Древнем Риме корабли украшали носовыми фигурами львов, драконов, сирен, изображениями богини победы Виктории, удачи — Фортуны, бога морей Нептуна. Подводные тараны, обитые медью, в носовой части корабля римляне также называли рострами. В 338 г. до н. э. в Риме, между Комицием (местом собраний патрициев по куриям), который находился у северо-восточного склона Капитолийского холма, и Римским Форумом возвели ораторскую трибуну — помост, украшенный носами вражеских кораблей, захваченных консулом Гаем Мением в морском сражении с флотом Антия, города в 45 км к югу от Рима. Это сооружение вначале называли templum (освященное место), а затем rostrum. К рострам прикрепили бронзовые доски — «законы двенадцати таблиц».
Старую трибуну (Rostra Vetera) на Форуме украшали 6 ростр. Трибуну неоднократно перестраивали. При Октавиане Августе в 42 г. до н. э. ее облицевали мрамором. Остатки трибуны сохранились южнее арки Септимия Севера. В 31 г. до н. э. Октавиан Август построил вторую трибуну, симметричную первой, в честь победы над Антонием и Клеопатрой в морском сражении у мыса Актиум. Ее также украшали ростры кораблей. В центре Форума в 260 г. до н. э. поставили ростральную колонну (Columna Rostrata) с рострами кораблей, захваченных в морском сражении с карфагенским флотом при Милах в период 1-й Пунической войны. Колонна была деревянной, обитой позолоченными бронзовыми листами. От колонны сохранился только постамент с фрагментом памятной надписи. Однако эту колонну можно видеть на всех графических реконструкциях Римского Форума.
В XVI в. была сделана реплика этой колонны с вмонтированной в нее подлинной частью постамента, ее поместили в Капитолийский музей (основан в 1471 г.). Композиция колонны с рострами, потерявшая изначальное значение военного трофея, была усвоена искусством классицизма, неоклассицизма и ампира. Она стала одним из атрибутов «воспоминания античности». Ростральные колонны наряду с обелисками можно видеть на фантастических гравюрах Дж. Б. Пиранези из серии «Разные произведения» (1757). Ростральная колонна капитана Гренвиля сооружена в парке Стоу (Южная Англия) в 1747 г. (архитектор У. Кент) и в парке Меревиль (Франция). Ростральные колонны были включены в декорацию праздника на Ходынском поле (1775) в честь победы России над турецким флотом и заключения Кючуук-Кайнарджиийского мира в 1774 г. (архитектор В. И. Баженов, декорации известны по рисункам М. Ф. Казакова). Ростральные колонны в честь побед над Турцией проектировал Дж. Кваренги (1790—1791), в частности для дворца в Пелле (1789). В честь победы русского флота над турецким при Чесме в 1770 г. по проекту А. Ринальди на островке в центре Царскосельского пруда возведена мраморная Чесменская ростральная колонна из мрамора на гранитном постаменте (1771—1778). Колонну высотой 25 м венчает бронзовый орел (из герба России), ломающий полумесяц — символ мусульманской Турции. Мраморные вазы с рострами создавал скульптор петербургской Академии художеств Н.-Ф. Жилле для Павловска (1775). В 1816—1824 годах на Пьяцца-дель-Пополо в Риме по проекту архитектора Джузеппе Валадье были установлены парные ростральные колонны по подобию древнеримских.
Ростральные колонны входят в ансамбль стрелки Васильевского острова в Санкт-Петербурге по проекту архитектора Тома де Томона и А. Д. Захарова (1807—1817). Они были задуманы в качестве символических маяков. На их вершине установлены чаши на треножниках и в праздничные дни в них зажигают огни. Каждая колонна высотой 31,71 м имеет по 8 ростр, расположенных в четыре яруса. Колонны сложены из кирпича, постаменты облицованы гранитными блоками. Ростры из листовой меди на каркасе. У оснований расположены аллегорические фигуры из пудожского камня, изображающие реки: Волгу, Неву, Волхов и Днепр (скульпторы Ф. Тибо и Ж. Камберлен). Другие ростральные колонны на территории России имеются во Владивостоке — на въезде в город (высота колонны — 32 метра). В г. Томске на Каменном мосту, построенном в центре города над р. Ушайка.
Петербургская колонна изображена на банкноте достоинством 50 рублей образца 1997 года, а также на 50 000 рублей образца 1995 года ЦБ России. Верхняя часть владивостокской ростральной колонны изображена на банкноте достоинством 1000 рублей образца 1995 года ЦБ России, которая была выведена из обращения 1 января 1998 года в связи с деноминацией.